# Jonathan Murray (Fernsehproduzent)

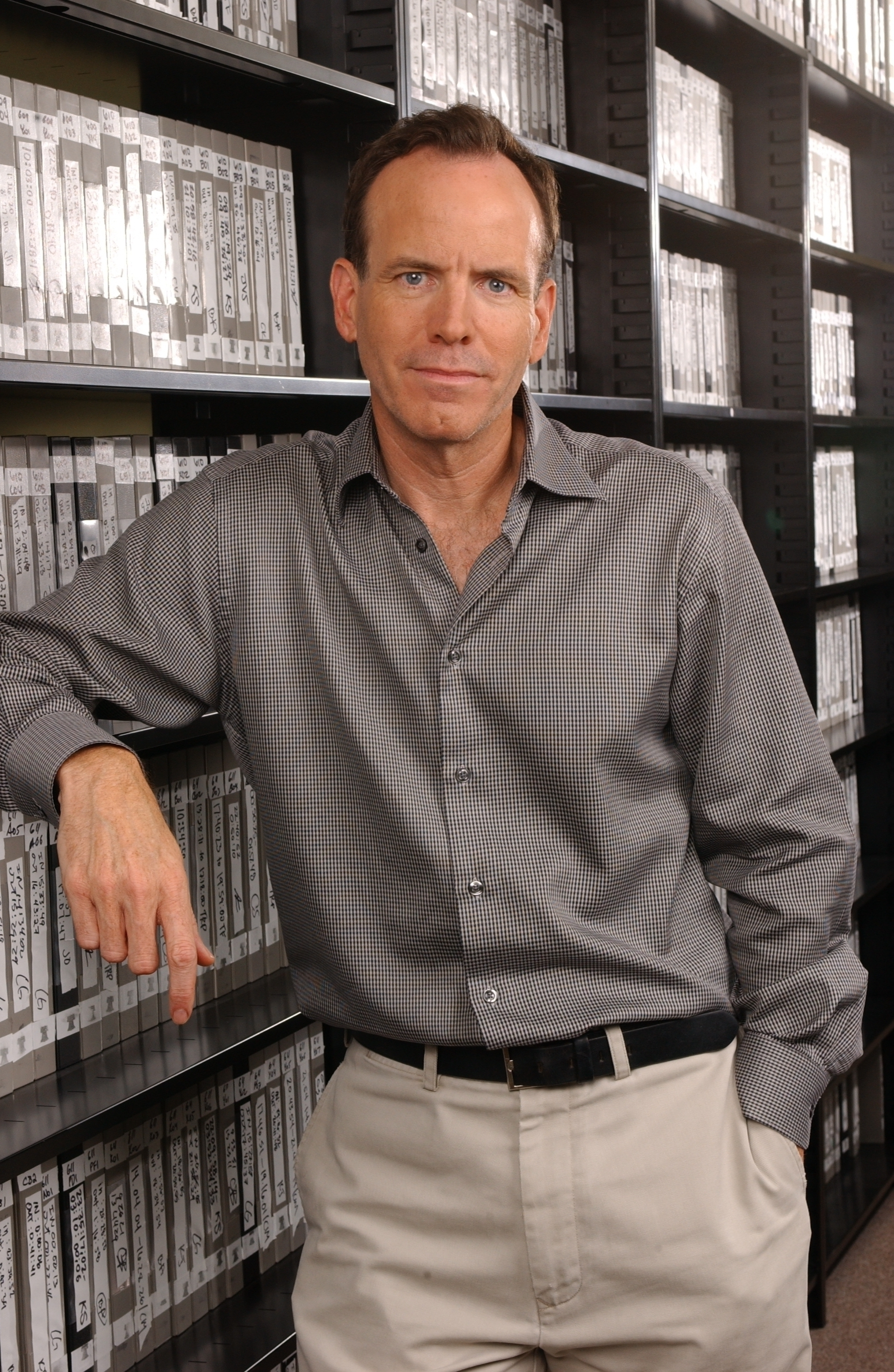
Jonathan Murray (2007)

Jonathan Murray (* 1955 in Missouri) ist ein US-amerikanischer Fernsehproduzent.

## Leben
Murray besuchte in seiner Kindheit die Fayetteville-Manlius High School. Er studierte an der Missouri School of Journalism, University of Missouri, in Columbia.
Gemeinsam mit Mary-Ellis Bunim gründete er das Unternehmen Bunim/Murray Productions. Sie entwarfen die Fernsehserie The Real World für den Fernsehsender MTV. Das Unternehmen von Bunim und Murray wurde führend auf dem Fernsehgenre Reality-TV. Weitere Sendungen dieses Genre entstanden im Laufe der Jahre: Road Rules, Love Cruise, Making the Band, The Real World/Road Rules Challenge sowie The Real Cancun, Starting Over sowie für den Fernsehsender FOX die Sendung The Simple Life. Für den Fernsehsender Oxygen entstand die Sendung The Bad Girls Club.
Murray lebt mit seinem langjährigen Lebensgefährten Harvey Reese zusammen, mit dem er einen Sohn gemeinschaftlich erzieht.